# EPMD
Gli EPMD (acronimo per "Erick and Parrish Making Dollars") sono un gruppo hip hop statunitense di Brentwood, attivo dal 1987, è tra i più importanti gruppi del cosiddetto East Coast rap. Il nome del gruppo è un acronimo di Erick and Parrish Making Dollars, riferito ai suoi membri: i rapper Erick Sermon (E Double) e Parrish Smith (PMD). Diamond J, DJ K La Boss e successivamente DJ Scratch sono stati i DJ del gruppo.

## Storia del gruppo
Il gruppo è stato costituito da Erick Sermon e Parrish Smith entrambi di Long Island, incontratisi nel 1987 in occasione di una performance di Smith come DJ per la Rock Squad. Il loro singolo di debutto, It's My Thing, viene registrato in sole tre ore. Gli EPMD ottengono un contratto con la Sleeping Bag/Fresh Records, per Strictly Business pubblicato nel 1988, l'album che con singoli come You Gots to Chill diventa disco d'oro. Il gruppo col suo debutto innova notevolmente lo stile di produzione delle basi, introducendo il massiccio utilizzo di campionamenti provenienti da brani funk (spesso più di uno nella stessa canzone), anziché gli scarni campioni disco e electro utilizzati fino a quel momento. Gli EPMD guadagnano notorietà anche grazie alla sua partecipazione ad un tour accanto ad idoli della scena del periodo come Run-DMC, Public Enemy e DJ Jazzy Jeff & the Fresh Prince.
Anche il secondo LP del 1989, Unfinished Business diventa disco d'oro. All'inizio degli anni novanta il duo viene messo sotto contratto dalla Def Jam, per la quale registrano Business as Usual nel 1990 e Business Never Personal nel 1992. Dal 1992 si pongono come leader della crew chiamata Hit Squad, composta da Redman, K-Solo, i Das EFX, Hurricane G ed i Knucklehedz.
Nel gennaio del 1993 il gruppo si scioglie, a causa di una controversa vicenda: PMD dichiarò in alcune interviste su The Source e Rap Pages di essere stato assalito in casa propria da uomini armati che, una volta catturati dalla polizia, avrebbero rivelato di essere stati pagati da Erick Sermon. Quest'ultimo venne arrestato e interrogato ma fu subito scarcerato per mancanza di prove. Durante questo periodo entrambi i rapper si dedicano alle loro carriere da solisti: Sermon debutta nel 1993 con No Pressure, seguito da Double or Nothing (1995); Smith nel 1994 esce con Shade Business e successivamente con Business Is Business (1996).
Gli EPMD si ricongiungono nel 1997 per la pubblicazione dell'album di successo Back in Business, seguito nel 1999 dal doppio LP dal nome evocativo di Out Of Business.
Una seconda riunione del duo è avvenuta il 14 ottobre 2006, in occasione del Rock The Bells Tour a New York, che li ha visti affiancati da DJ Scratch e da diversi membri della Hit Squad. Due mesi dopo gli EPMD e Keith Murray hanno registrato un nuovo brano intitolato The Main Event, prodotto da DJ Knowhow.
Nel 2008 pubblicano l'album We Mean Business, in cui appaiono diversi ospiti, tra cui Raekwon, KRS-One, Method Man & Redman.

## Componenti
- Erick Sermon aka E-Double: voce e producer
- PMD (Parrish Smith): voce e producer
- DJ Scratch (George Spivey): DJ
- DJ K La Boss - DJ, circa 1987-88
- Diamond J - DJ, circa 1986-87

## Discografia
- 1988 – Strictly Business
- 1989 – Unfinished Business
- 1990 – Business as Usual
- 1992 – Business Never Personal
- 1997 – Back in Business
- 1999 – Out of Business
- 2008 – We Mean Business